# Oxytropis nutans
Oxytropis nutans är en ärtväxtart som beskrevs av Aleksandr Andrejevitj Bunge. Oxytropis nutans ingår i släktet klovedlar, och familjen ärtväxter. Inga underarter finns listade i Catalogue of Life.